# Ephel Dúath

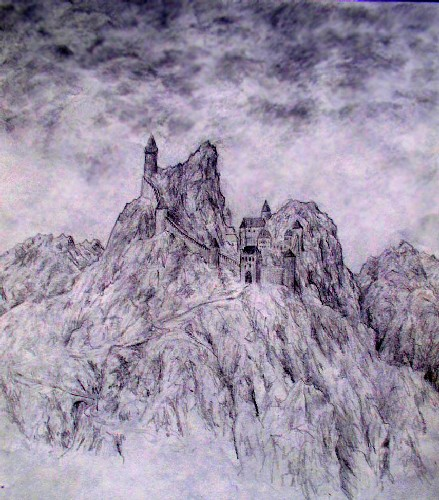
Durthang, een fort in de Schaduwbergen.

De Ephel Dúath (Nederlands: Schaduwbergen, Engels: Mountains of Shadow) is een bergrug in de fictieve wereld Midden-aarde van J.R.R. Tolkien.
De naam Schaduwbergen moet niet te verward worden met de Ered Wethrin uit de Eerste era. Eigenlijk betekent Ephel Dúath, letterlijk vertaald uit het Sindarijns Haag van Schaduw (Engels: Outer Fences of dark Shadow). De bergketen vormt een afscheiding tussen de landen Gondor in het westen en Mordor, het Land van het Kwaad, in het oosten.

## Cirith Ungol
De Cirith Ungol (Nederlands: Spinnenpas) is de enige begaanbare pas over de bergen. In de pas houdt Shelob zich schuil. Deze plaats werd door de Dúnedain versterkt door de Toren van Cirith Ungol en Minas Ithil in de Morgulvallei. Aan het noordeinde waar tussen de Ephel Dúath en de Ered Lithui een natuurlijke doorgang is: de Cirith Gorgor, werd ook een versterking aangebracht: de Morannon. Aan het einde van de Derde Era ten tijde van de Oorlog om de Ring zijn al deze versterkingen in handen van de Vijand gevallen.

## Durthang
Durthang (Nederlands: Duistere dwang, Engels: Dark oppression) is een oud fort in de noordelijk deel van de Schaduwbergen en kijkt uit over de Carach Angren, de pas tussen Udûn en het Plateau van Gorgoroth. Waarschijnlijk is dit fort, net als de toren van Cirith Ungol en de Torens van Tanden gebouwd door de Númenoreanen en later door troepen van Sauron bezet.